# Hospital Universitario Gemelli
El Hospital Universitario Gemelli (en italiano: Fondazione Policlinico Universitario Agostino Gemelli) es un gran hospital general en la ciudad de Roma, Italia. Con 1575 camas, es el segundo hospital más grande de Italia, el hospital más grande de Roma y uno de los hospitales privados más grandes de Europa. Sirve como hospital universitario para la escuela de medicina de la Università Cattolica del Sacro Cuore (la universidad privada más grande de Italia, fundada en 1921 en Milán), y debe su nombre al fundador de la universidad, el fraile franciscano, médico y psicólogo Agostino Gemelli. El hospital brinda asistencia médica gratuita como parte del sistema nacional de salud italiano, así como asistencia privada pagada en salas dedicadas al estilo de un hotel.

## Historia y estructura
La construcción comenzó en 1959 en la colina de Monte Mario en Roma y el hospital abrió sus puertas en julio de 1964. El hospital alberga instalaciones para investigación básica y clínica, alojamiento en el lugar para estudiantes de medicina, comedores, cafeterías, un restaurante, una librería y dos bibliotecas médicas.
En el edificio principal se llevan a cabo estudios médicos de pregrado y posgrado, ciencias de enfermería, fisioterapia y una variedad de otras materias clínicas. Cuatro edificios más están abiertos al público: los "Institutos Biológicos", la "Residencia de Salud Protegida", el "Instituto de Enfermedades Infecciosas" combinado y el "Centro de Medicina del Envejecimiento".
A principios de la década de 2000, se agregó un nuevo edificio al cuerpo principal, que alberga el departamento de Accidentes y Emergencias, la mayoría de los quirófanos y varios laboratorios.. Los edificios están rodeados de parques y prados. La villa señorial original, construida mucho antes de que se eligiera el sitio para construir el hospital y anteriormente utilizada como convento, ahora sirve como el Instituto de Bioética, así como la iglesia principal de la universidad.

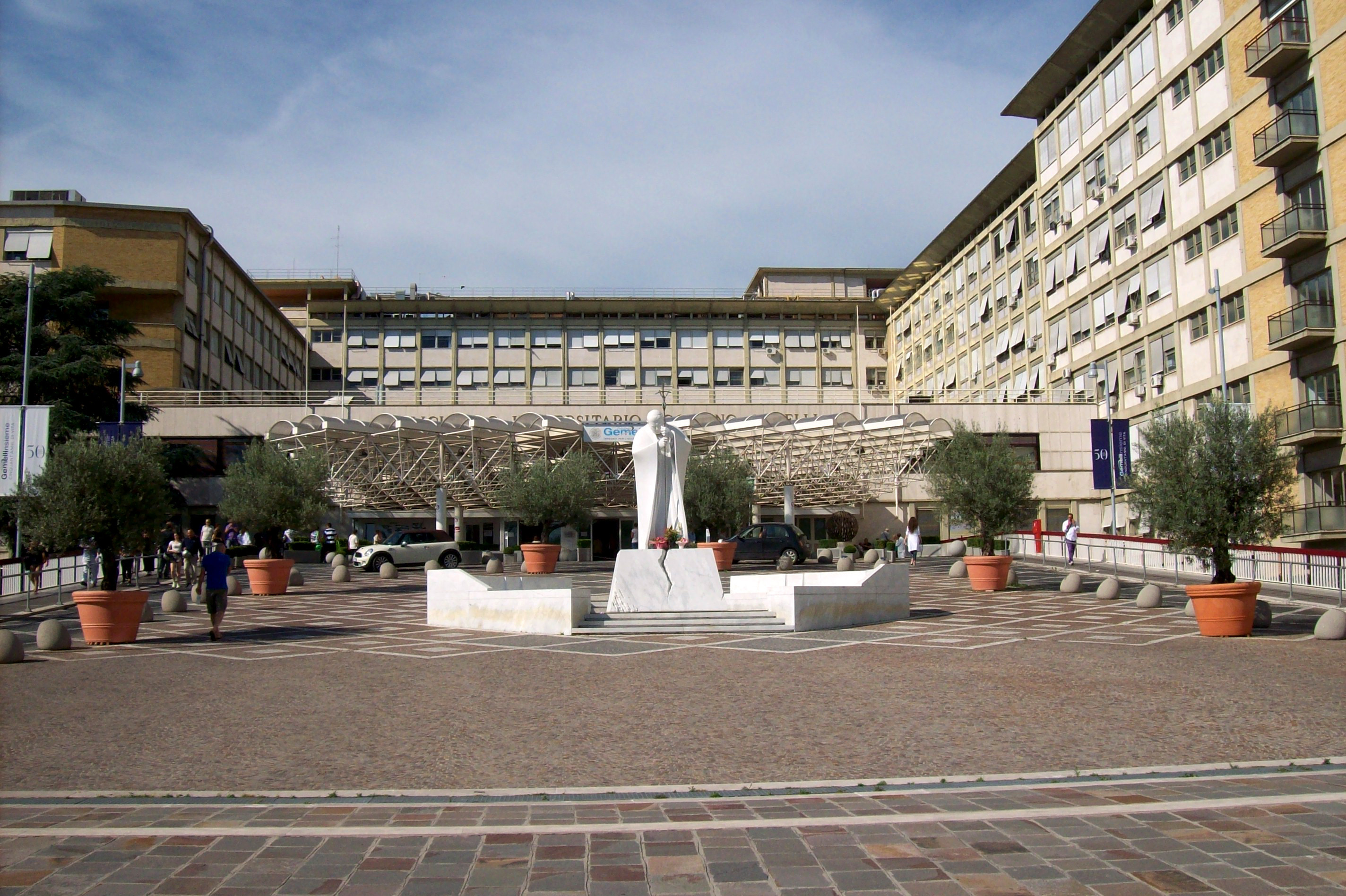
Entrada principal del hospital con la estatua de San Juan Pablo II

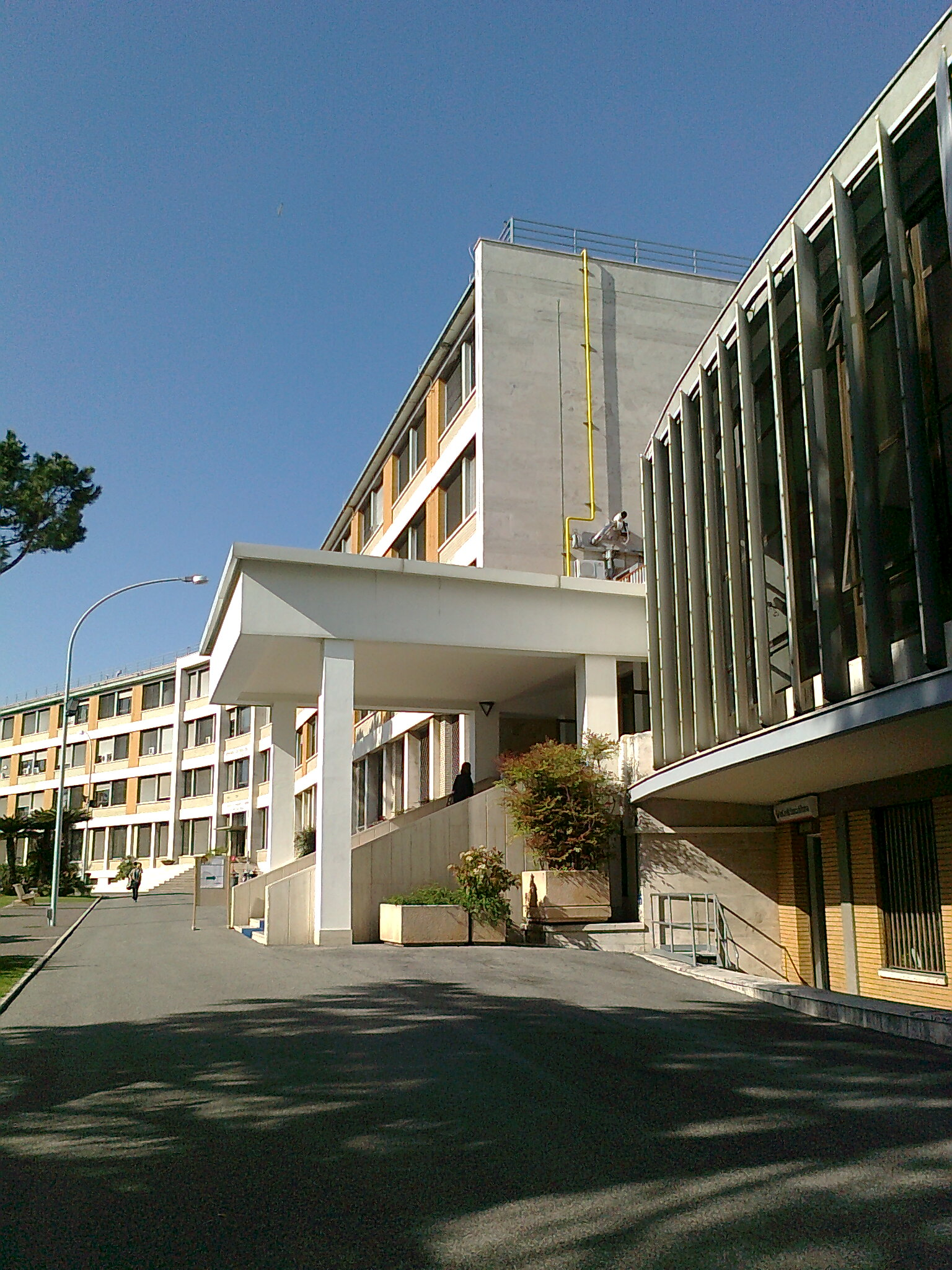
Auditorium del nosocomio

## Modelo organizacional y actividad
Desde 2015, el Hospital está organizado en 21 áreas agrupadas en 8 departamentos, cuyo objetivo es coordinar las funciones asistenciales, formativas, docentes e investigadoras asignadas a las áreas que cubren. El Hospital utiliza "Rutas críticas" para mapear, integrar y evaluar cada fase involucrada en la atención de problemas clave de salud.

### Sala
Solo en 2015, casi 95 000 pacientes fueron hospitalizados y se realizaron más de 45 000 operaciones quirúrgicas. Se atendieron 80.000 pacientes en Urgencias, se realizaron 10.000 sesiones de hemodiálisis y más de 6 millones de procedimientos radiológicos. El personal del hospital incluye más de 5.000 empleados, de los cuales casi 1.000 médicos y más de 2.000 enfermeras. Cada día, las instalaciones del hospital y todo el campus albergan un número estimado de 30.000 personas.
Cada año, el hospital consume alrededor de 50 millones de kWh y 16 millones de metros cúbicos de gas natural. Su sistema de cogeneración proporciona alrededor del 60% de la energía que se necesita para electricidad, calefacción y refrigeración, lo que la convierte en una de las mayores infraestructuras de este tipo en los sectores civil y hospitalario de Italia. El cumplimiento de la normativa vigente ha permitido que el Hospital obtenga la certificación ISO 50001 de la agencia Bureau Veritas. El Hospital Gemelli fue el primer hospital universitario en Italia en recibir esta certificación.
El Hospital y la Universidad se centran en la investigación: solo en 2015, se publicaron 1500 artículos científicos, con 323 experimentos científicos en curso y 17 patentes desarrolladas por investigadores internos gracias a fondos de investigación de 16 000 000 €, proporcionados por agencias italianas, europeas e internacionales.

## Tecnologías avanzadas y áreas de excelencia
Desde 2015, el hospital alberga uno de los quirófanos híbridos más grandes y nuevos de Europa, un Centro de Radioterapia Oncológica altamente especializado (Gemelli ART) único en Italia y el Centro Clínico NEMO (NEuroMuscular Omnicentre), altamente especializado en el cuidado de las personas afectadas con enfermedades neuromusculares que incluyen esclerosis lateral amiotrófica (ELA), atrofia muscular espinal (AME) y distrofias musculares. Más recientemente se ha inaugurado un centro de 1.200 m2 dedicado a la simulación médica, quirúrgica y diagnóstica (IPSE Center, Interactive Patient Simulation Experience).
El Gemelli es uno de los principales centros de Italia para tumores colorrectales, así como para tumores de estómago, hígado, sistema biliar y páncreas, y también para trasplantes. El Área de Endocrinología-Enfermedades Metabólicas cuenta con unidades clínico-quirúrgicas especializadas en el manejo de las principales enfermedades endocrinas y metabólicas. El hospital cuenta con una de las principales estadísticas de casos de Italia en términos de manejo y terapia médico-quirúrgica para enfermedades de la tiroides, la glándula suprarrenal y la glándula pituitaria. La tasa de mortalidad por cirugía cardíaca se encuentra entre las más bajas de Italia.

## Salón de proyección
En 2015, en colaboración con MediCinema Italy Onlus, el Hospital completó e inauguró el teatro MediCinema de 130 asientos que puede acomodar pacientes en sillas de ruedas y camas. Es el primer hospital en Italia que dispone de locales destinados a la “cineterapia” y terapia de socorro para los pacientes y sus familiares.

## Convenios
En julio de 2017, Qatar Foundation Endowment (QFE) y el Policlínico Universitario Agostino Gemelli anunciaron la firma de un acuerdo para la gestión del Hospital Mater Olbia en Olbia, Cerdeña.  El hospital, adquirido por QFE a través de la plataforma de inversión europea en mayo de 2015, sufrió importantes intervenciones estructurales y tecnológicas que llevaron a su apertura en 2019.

## Pacientes notables

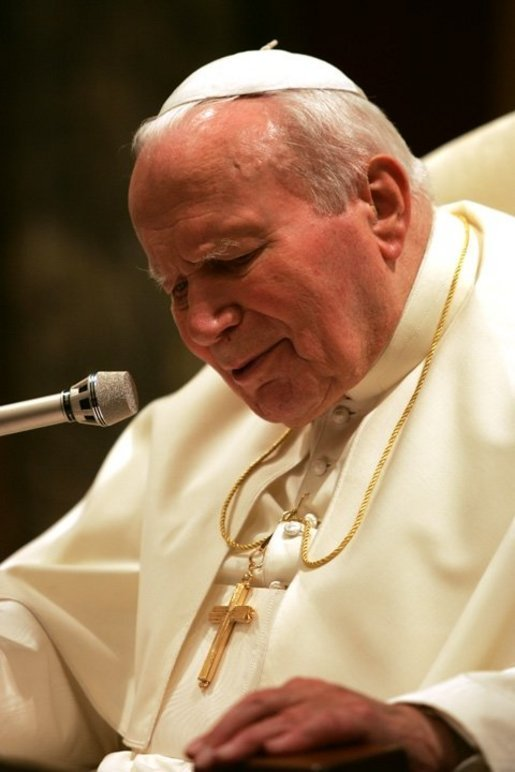
El papa Juan Pablo II fue un paciente constantemente atendido en el hospital

El Gemelli se convirtió en el foco de atención internacional durante el pontificado del Papa Juan Pablo II, quien, en 1981, fue operado de urgencia tras el fallido intento de asesinato de Mehmet Ali Ağca. Regresó en varias ocasiones, hasta unas pocas semanas antes de su muerte en 2005. Otros expacientes famosos incluyen a los políticos Giulio Andreotti, Walter Veltroni y Francesco Cossiga, la Madre Teresa de Calcuta, ganadora del Premio Nobel de la Paz, el físico teórico Stephen Hawking, el sacerdote Georg Ratzinger (el hermano mayor del Papa Benedicto XVI), los futbolistas Francesco Totti y Daniele De Rossi y el cineasta canadiense Damian Pettigrew, por nombrar algunos. En junio de 2009 se inauguró una estatua del Papa Juan Pablo II frente al edificio del hospital.
El 4 de julio de 2021, el hospital trató al Papa Francisco y le administró una cirugía de colon programada para su enfermedad diverticular. En marzo de 2023, Francisco volvió al hospital por una infección pulmonar. En junio del mismo año retornó al recinto para someterse a una cirugía abdominal debido a una obstrucción intestinal. El 14 de febrero de 2025 fue también ingresado debido a una infección polimicrobiana en las vías respiratorias.